# Назальный усилитель

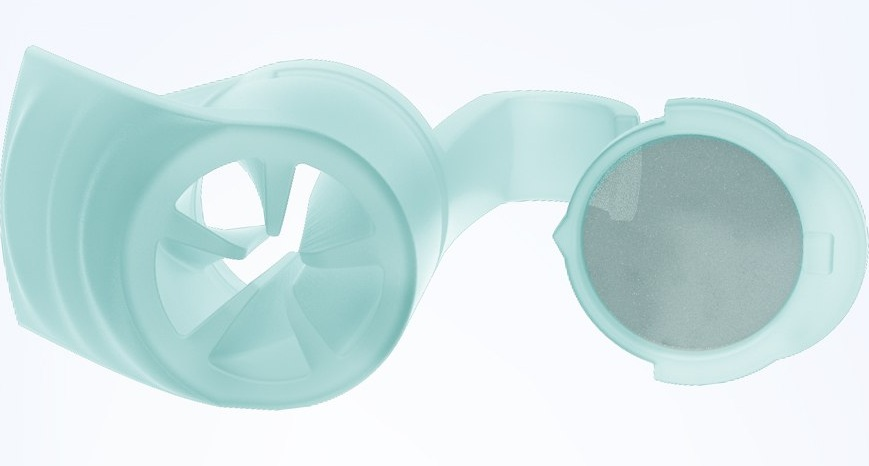
Назальный усилитель: турбина (слева) и фильтр (справа)

Назальный усилитель или назальный бустер (лат. Nasus — «нос», англ. booster — усилитель) — устройство, используемое при спортивных тренировках для повышения дыхательных функций организма. Обычно производится из гипоаллергенных полимеров и имеет вид небольшого клапана, предназначенного для ввода в носовую полость.
Конструкция назального усилителя состоит из турбины и фильтра. Во время прохода воздушного потока, образующегося при вдохе, через турбину, его сила и скорость увеличиваются, что приводит к получению легкими большего количества кислорода. Как следствие, лактатный порог (момент наступления усталости) повышается и эффективность физических нагрузок возрастает.